# Olympische Sommerspiele 2016/Leichtathletik – Stabhochsprung (Männer)

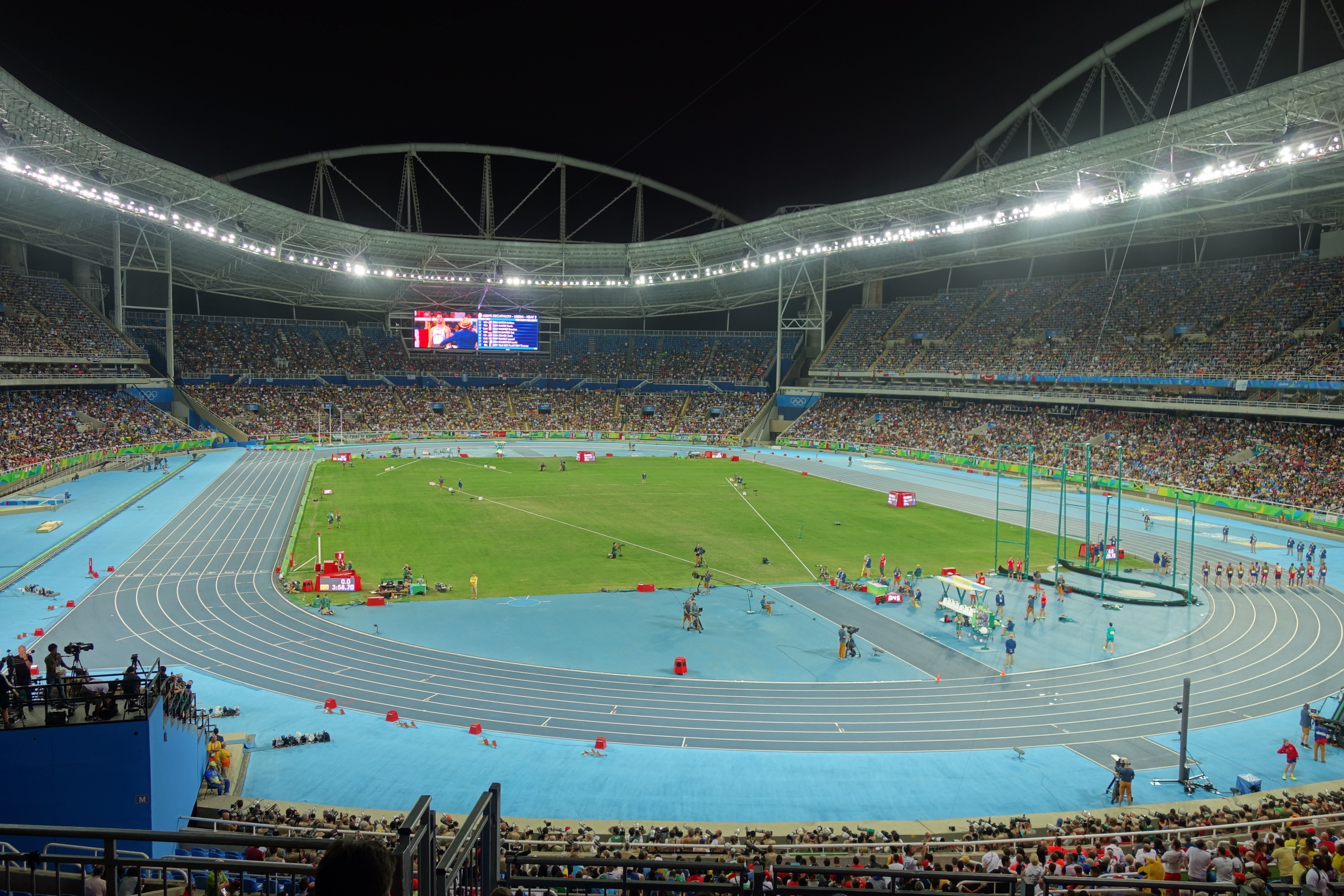
Innenraum des Estádio Olímpico João Havelange während der Spiele von Rio

Der Stabhochsprung der Männer bei den Olympischen Spielen 2016 in Rio de Janeiro wurde am 13. und 15. August 2016 im Estádio Olímpico João Havelange ausgetragen. 31 Athleten nahmen teil.
Olympiasieger wurde der Brasilianer Thiago Braz da Silva, der vor dem Franzosen Renaud Lavillenie gewann. Bronze ging an den US-Amerikaner Sam Kendricks.
Für Deutschland gingen Karsten Dilla, Raphael Holzdeppe und Tobias Scherbarth an den Start. Alle drei scheiterten in der Qualifikation.

Athleten aus der Schweiz, Österreich und Liechtenstein nahmen nicht teil.

## Aktuelle Titelträger
| Olympiasieger                         | Renaud Lavillenie ( Frankreich)     | 5,97 m | London 2012    |
| Weltmeister                           | Shawnacy Barber ( Kanada)           | 5,90 m | Peking 2015    |
| Europameister                         | Robert Sobera ( Polen)              | 5,60 m | Amsterdam 2016 |
| Nord-/Zentralamerika-/Karibik-Meister | Natan Armando Rivera ( El Salvador) | 4,70 m | San José 2015  |
| Südamerika-Meister                    | Germán Chiaraviglio ( Argentinien)  | 5,70 m | Lima 2015      |
| Asienmeister                          | Zhang Wei ( Volksrepublik China)    | 5,60 m | Wuhan 2015     |
| Afrikameister                         | Hichem Khalil Cherabi ( Algerien)   | 5,30 m | Durban 2016    |
| Ozeanienmeister                       | Triston Vincent ( Australien)       | 4,10 m | Cairns 2015    |

## Rekorde

### Bestehende Rekorde
| Weltrekord         | Serhij Bubka ( Ukraine)         | 6,14 m | Sestriere, Italien               | 31. Juli 1994    |
| Hallenweltrekord   | Renaud Lavillenie ( Frankreich) | 6,15 m | Donezk, Ukraine                  | 15. Februar 2014 |
| Olympischer Rekord | Renaud Lavillenie ( Frankreich) | 5,97 m | Finale OS London, Großbritannien | 10. August 2012  |

### Rekordverbesserungen
Der bestehende olympische Rekord wurde im Finale am 15. August zweimal verbessert:
- 5,98 m – Renaud Lavillenie (Frankreich), erster Versuch
- 6,03 m – Thiago Braz da Silva (Brasilien), zweiter Versuch

## Legende
Kurze Übersicht zur Bedeutung der Symbolik – so üblicherweise auch in sonstigen Veröffentlichungen verwendet:
| – | verzichtet   |
| o | übersprungen |
| x | ungültig     |

Anmerkung:
Alle Zeitangaben sind auf die Ortszeit Rio (UTC-3) bezogen.

## Qualifikation
Die Athleten traten zu einer Qualifikationsrunde in zwei Gruppen an. Die Höhe für die direkte Finalqualifikation betrug 5,75 m. Als sich abzeichnete, dass 5,70 m für die Finalteilnahme ausreichen würden, ging keiner der Springer die eigentlich geforderte Qualifikationshöhe überhaupt an. So setzte sich das Finalfeld aus den mindestens besten zwölf Springern beider Gruppen zusammen (hellgrün unterlegt). Schließlich waren ohne jeden vorherigen Fehlversuch übersprungene 5,60 m ausreichend, um im Finale dabei zu sein.

### Gruppe A

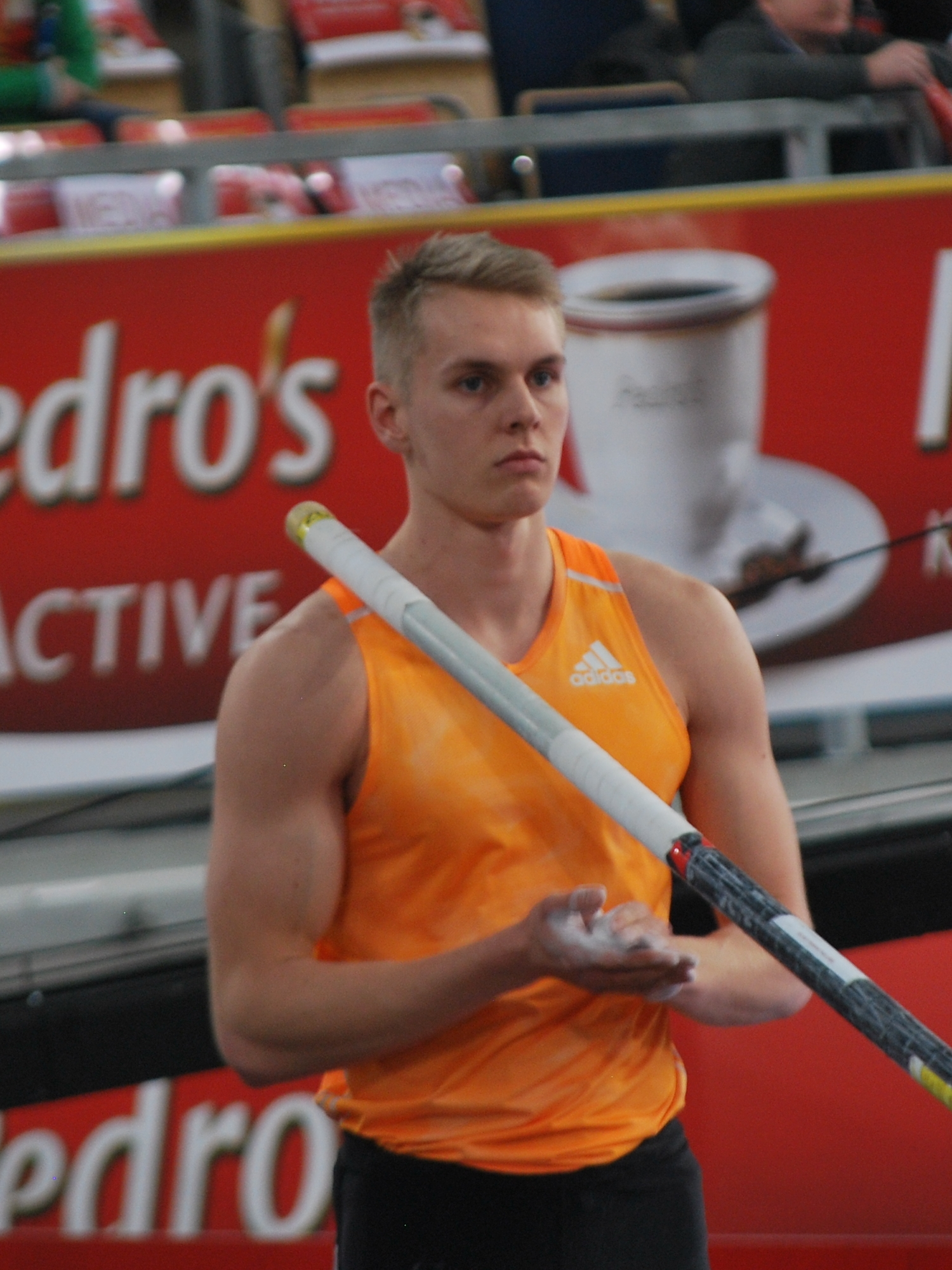
Robert Sobera – ausgeschieden mit 5,60 m
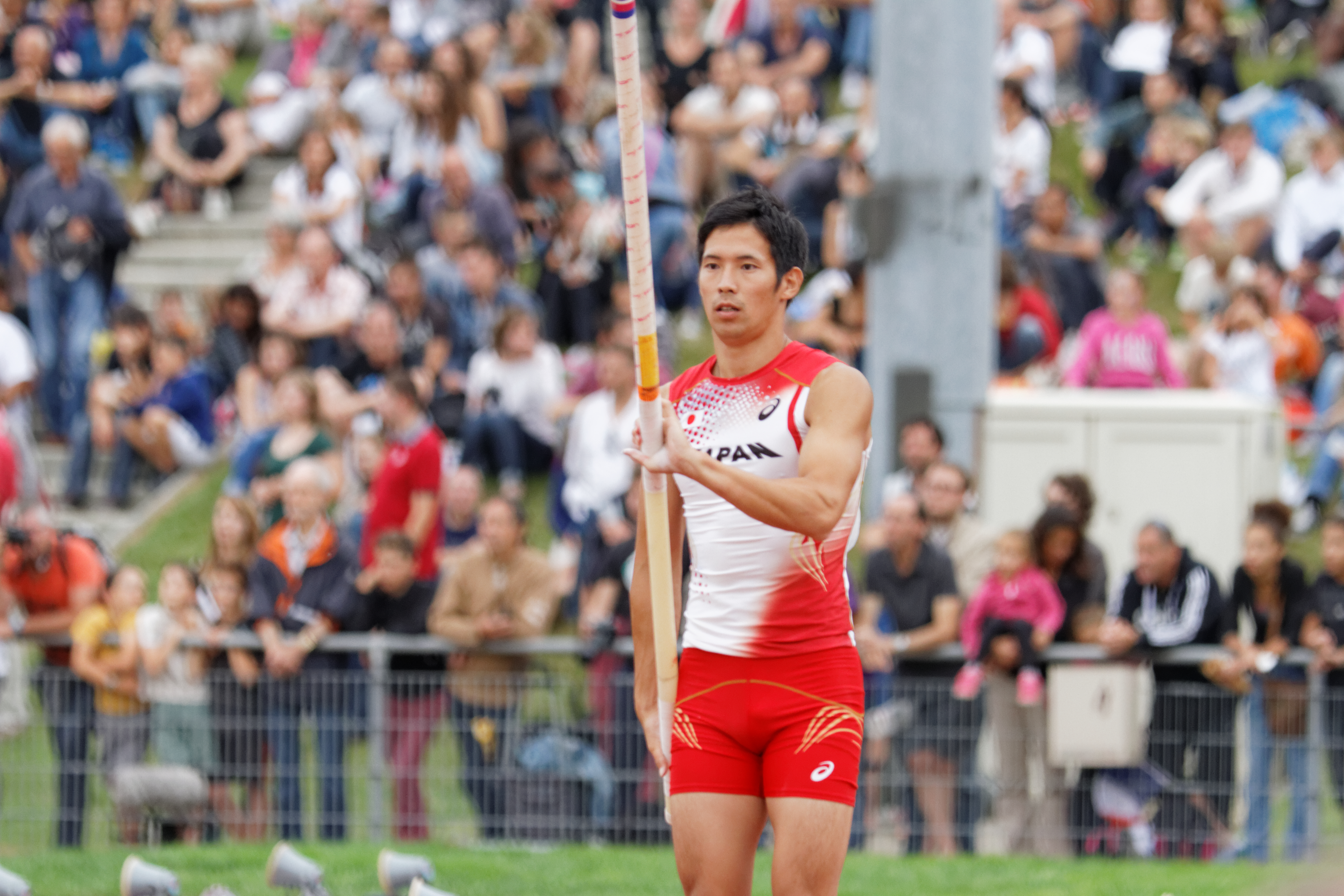
Hiroki Ogita – ausgeschieden mit 5,45 m

13. August 2016, 20.20 Uhr
| Platz | Name                   | Nation              | 5,30 m | 5,45 m | 5,60 m | 5,70 m | Höhe   |
| ----- | ---------------------- | ------------------- | ------ | ------ | ------ | ------ | ------ |
| 1     | Sam Kendricks          | USA                 | o      | o      | o      | o      | 5,70 m |
| 2     | Renaud Lavillenie      | Frankreich          | –      | –      | –      | xo     | 5,70 m |
| 2     | Xue Changrui           | Volksrepublik China | –      | o      | o      | xo     | 5,70 m |
| 4     | Piotr Lisek            | Polen               | –      | o      | xo     | xo     | 5,70 m |
| 5     | Germán Chiaraviglio    | Argentinien         | o      | o      | xxo    | xo     | 5,70 m |
| 5     | Jan Kudlička           | Tschechien          | o      | o      | xxo    | xo     | 5,70 m |
| 7     | Pauls Pujāts           | Lettland            | o      | o      | o      | xxx    | 5,60 m |
| 7     | Daichi Sawano          | Japan               | –      | o      | o      | xxx    | 5,60 m |
| 9     | Robert Sobera          | Polen               | o      | x–     | o      | xxx    | 5,60 m |
| 10    | Kurtis Marschall       | Australien          | o      | o      | xxo    | xxx    | 5,60 m |
| 11    | Hiroki Ogita           | Japan               | xo     | o      | xxx    |        | 5,45 m |
| 12    | Luke Cutts             | Großbritannien      | o      | xo     | xxx    |        | 5,45 m |
| 12    | Augusto Dutra          | Brasilien           | o      | xo     | xxx    |        | 5,45 m |
| 14    | Tobias Scherbarth      | Deutschland         | xo     | xo     | xxx    |        | 5,45 m |
| 15    | Raphael Holzdeppe      | Deutschland         | –      | xxo    | xxx    |        | 5,45 m |
| NM    | Melker Svärd Jacobsson | Schweden            | xxx    |        |        |        | ogV    |

Weitere in Qualifikationsgruppe A ausgeschiedene Stabhochspringer:

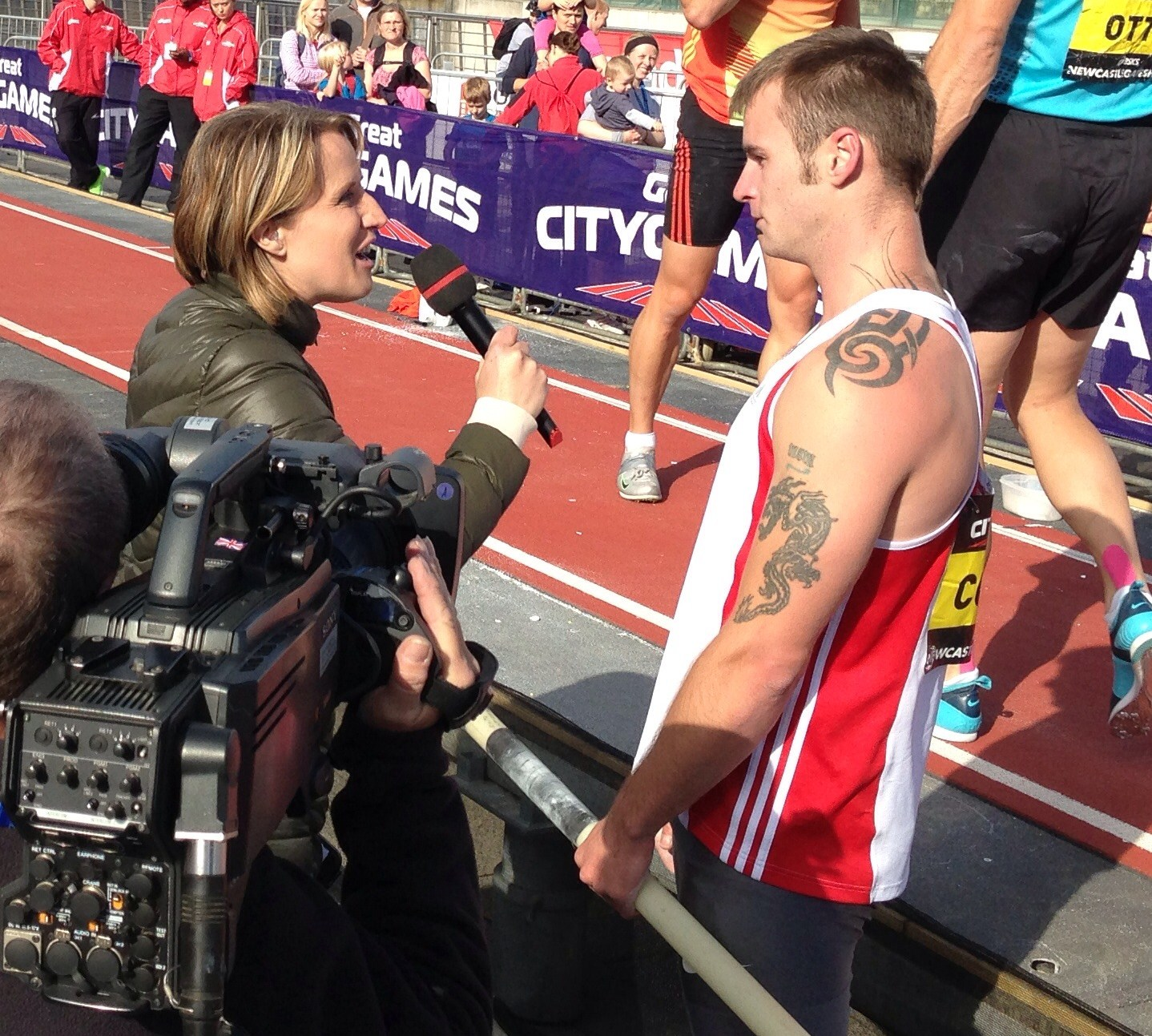
Luke Cutts (hier in einem Interviews) – 5,45 m
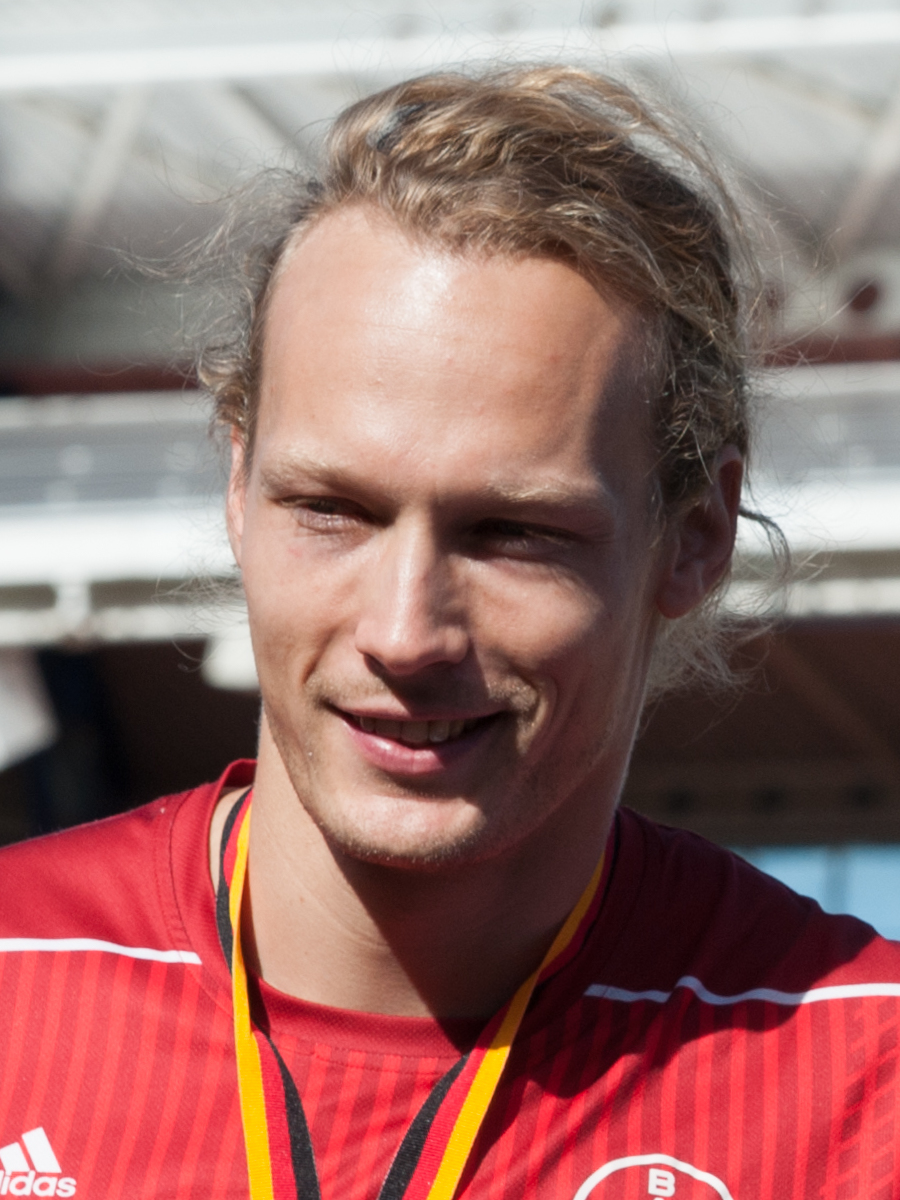
Tobias Scherbarth – 5,45 m
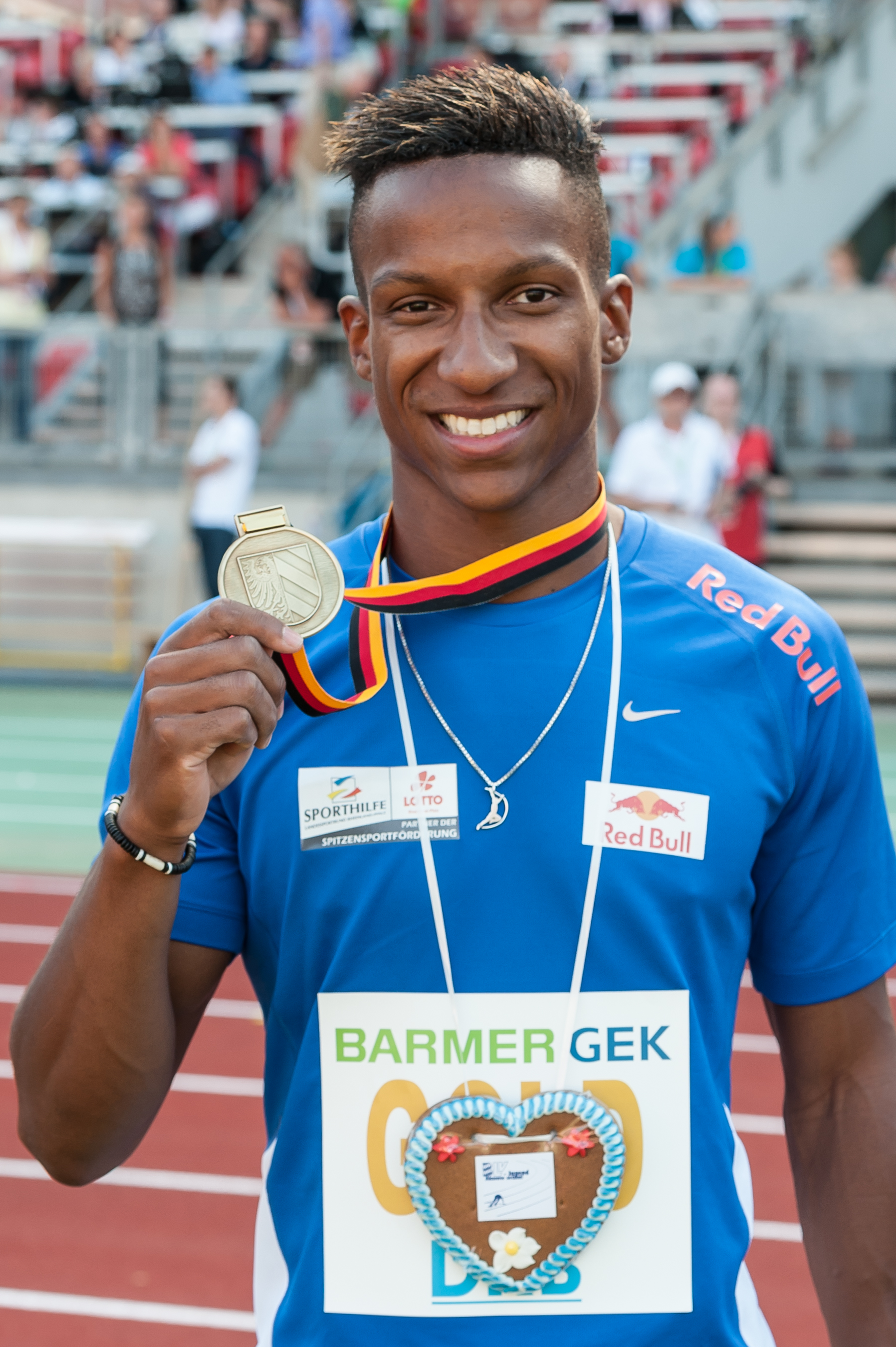
Raphael Holzdeppe – 5,45 m
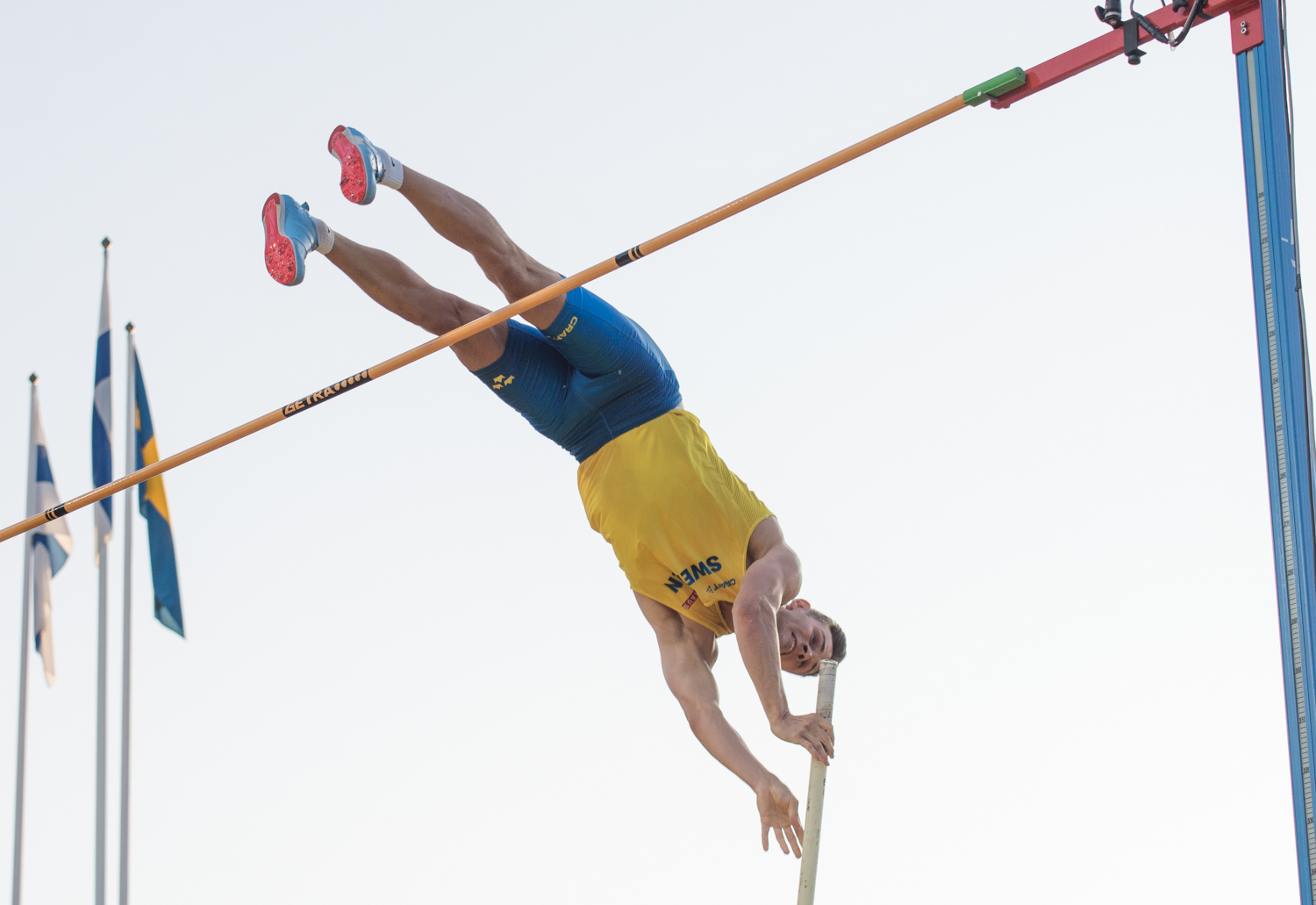
Melker Svärd Jacobsson – kein gültiger Versuch

### Gruppe B

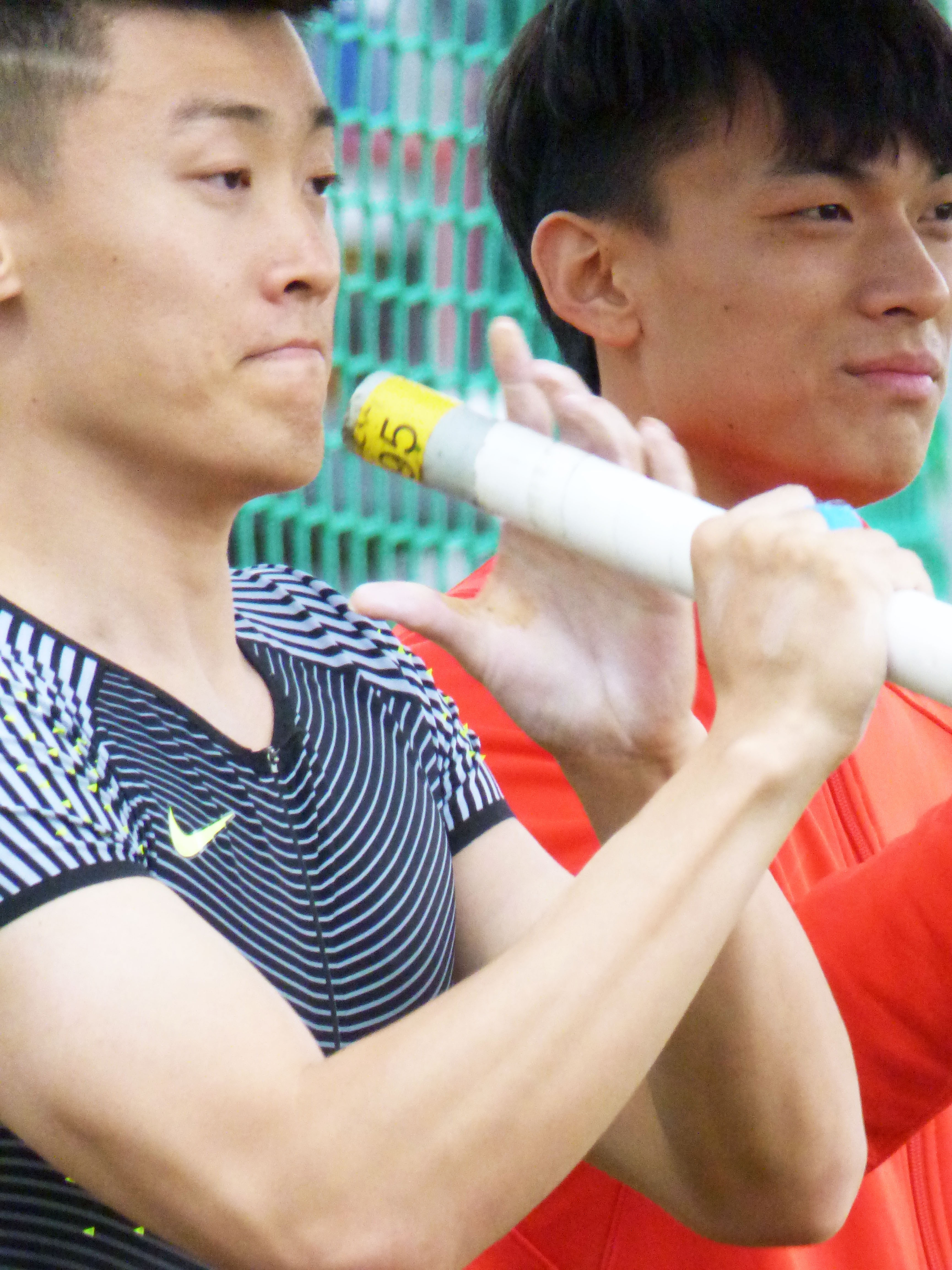
Huang Bokai – ausgeschieden mit 5,45 m
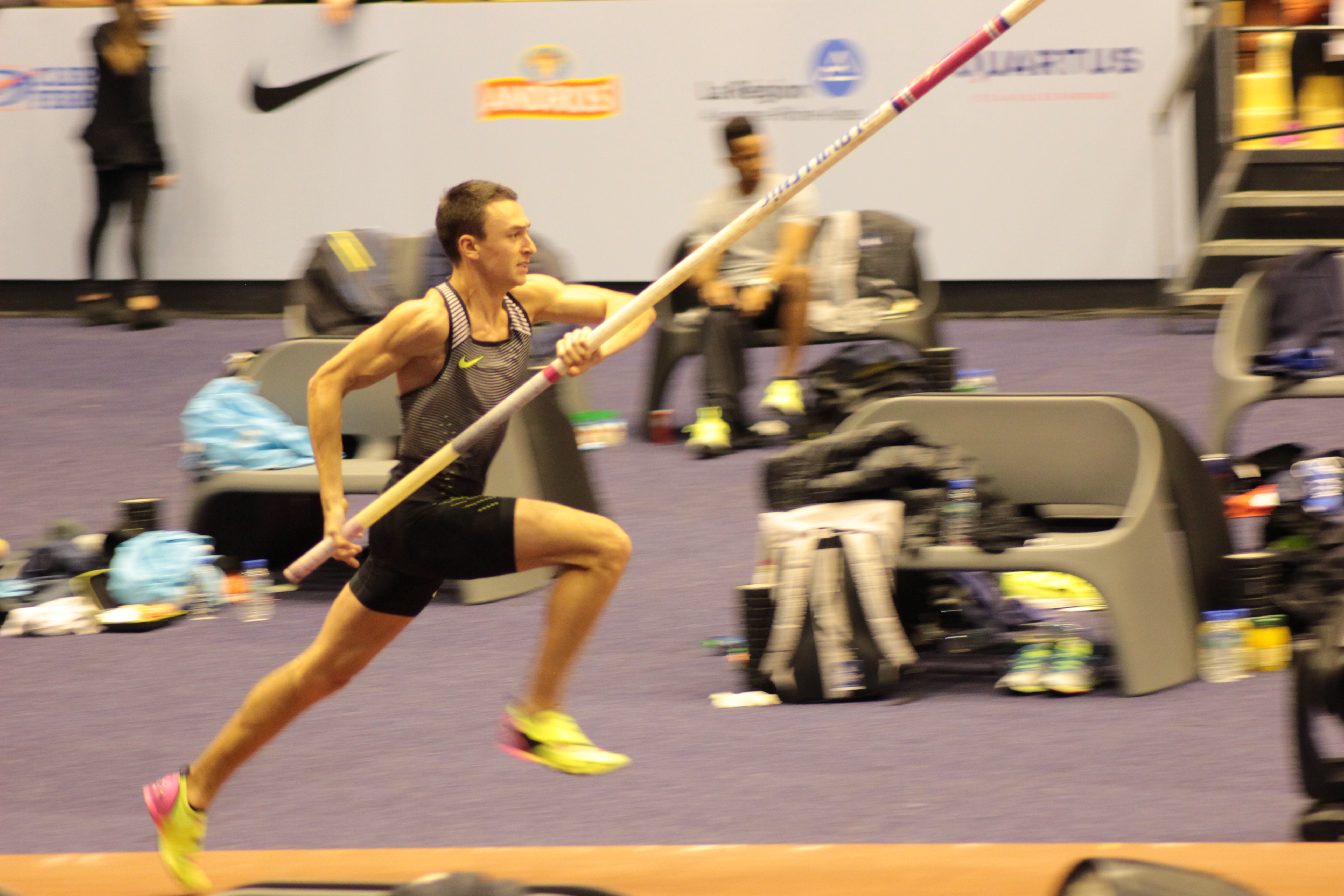
Stanley Joseph – ausgeschieden mit 5,45 m

13. August 2016, 20.20 Uhr
| Platz | Name                    | Nation              | 5,30 m | 5,45 m | 5,60 m | 5,70 m | Höhe   |
| ----- | ----------------------- | ------------------- | ------ | ------ | ------ | ------ | ------ |
| 1     | Konstandinos Filippidis | Griechenland        | o      | o      | xo     | o      | 5,70 m |
| 2     | Thiago Braz da Silva    | Brasilien           | –      | xx–    | o      | o      | 5,70 m |
| 3     | Shawnacy Barber         | Kanada              | –      | xxo    | o      | xo     | 5,70 m |
| 4     | Michal Balner           | Tschechien          | o      | o      | o      | xxx    | 5,60 m |
| 5     | Yao Jie                 | Volksrepublik China | –      | xo     | xo     | xxx    | 5,45 m |
| 6     | Mareks Ārents           | Lettland            | o      | o      | xxx    |        | 5,45 m |
| 6     | Huang Bokai             | Volksrepublik China | o      | o      | xxx    |        | 5,45 m |
| 6     | Stanley Joseph          | Frankreich          | o      | o      | xxx    |        | 5,45 m |
| 6     | Kévin Menaldo           | Frankreich          | –      | o      | x      |        | 5,45 m |
| 6     | Paweł Wojciechowski     | Polen               | o      | o      | x      |        | 5,45 m |
| 11    | Robert Renner           | Slowenien           | o      | xo     | xxx    |        | 5,45 m |
| 12    | Ivan Horvat             | Kroatien            | o      | xxx    |        |        | 5,30 m |
| 13    | Logan Cunningham        | USA                 | xxo    | xxx    |        |        | 5,30 m |
| 13    | Karsten Dilla           | Deutschland         | xxo    | xxx    |        |        | 5,30 m |
| 13    | Cale Simmons            | USA                 | xxo    | xxx    |        |        | 5,30 m |
| DNS   | Seito Yamamoto          | Japan               |        |        |        |        |        |

Weitere in Qualifikationsgruppe B ausgeschiedene Stabhochspringer:

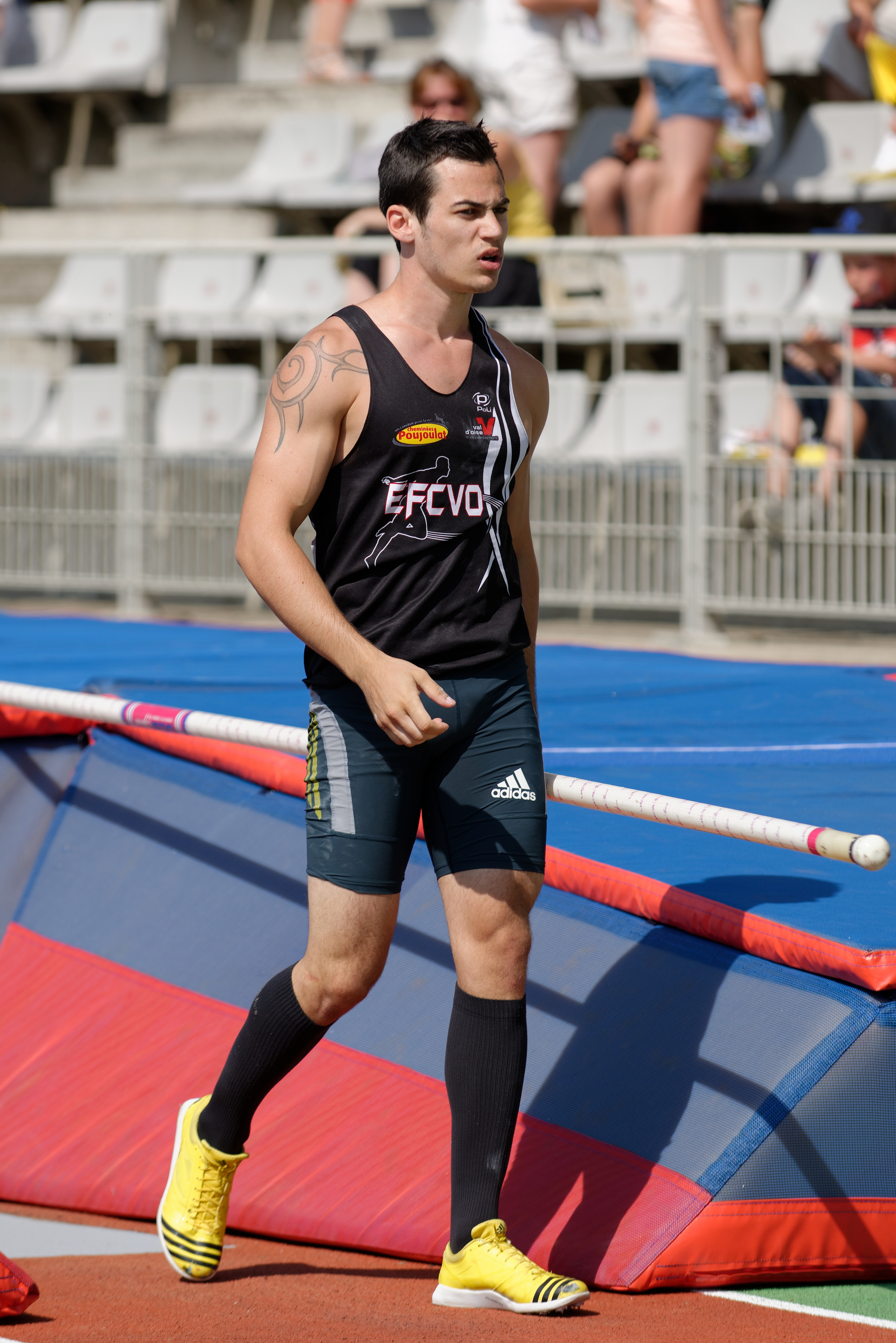
Kévin Menaldo – 5,45 m
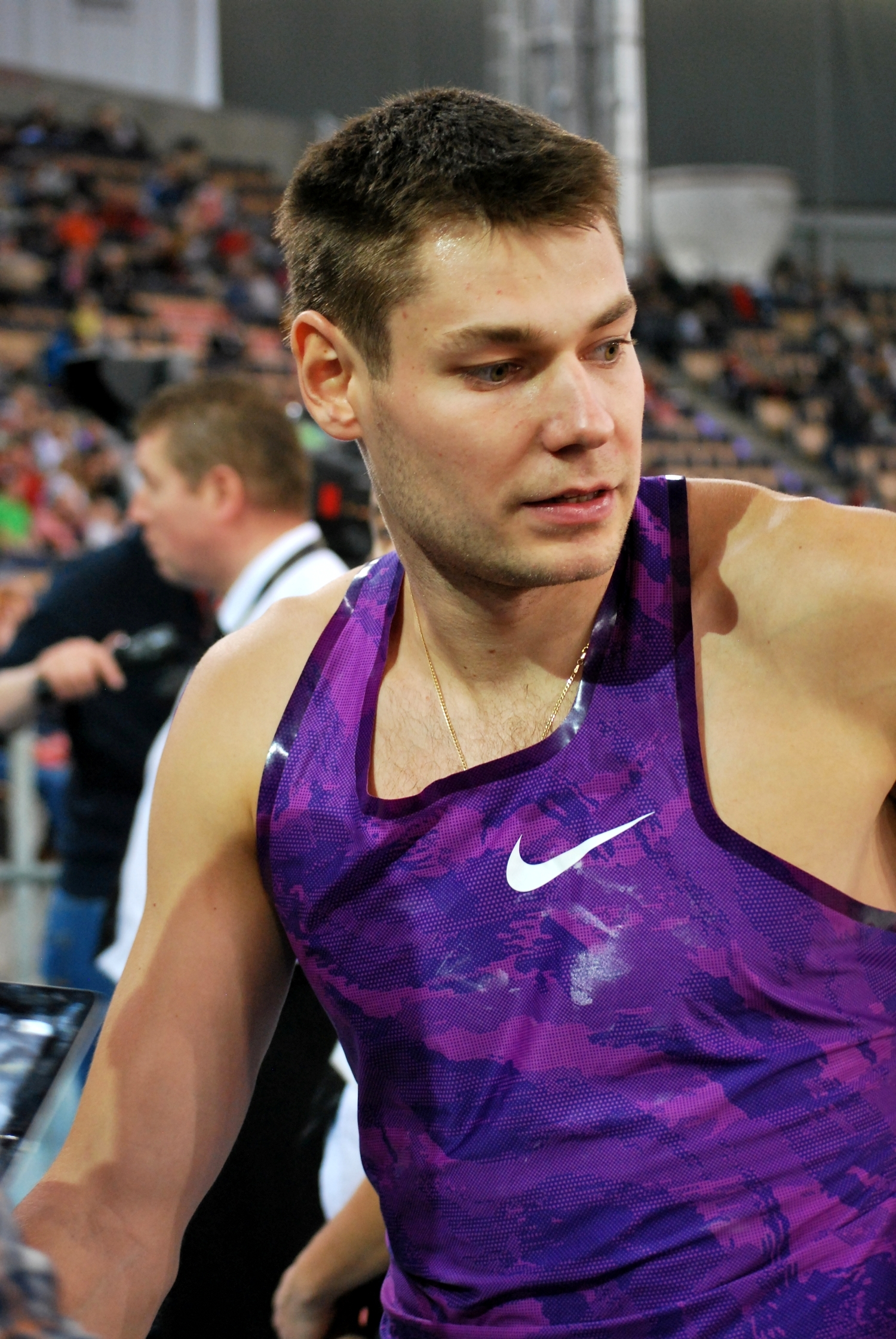
Paweł Wojciechowski – 5,45 m
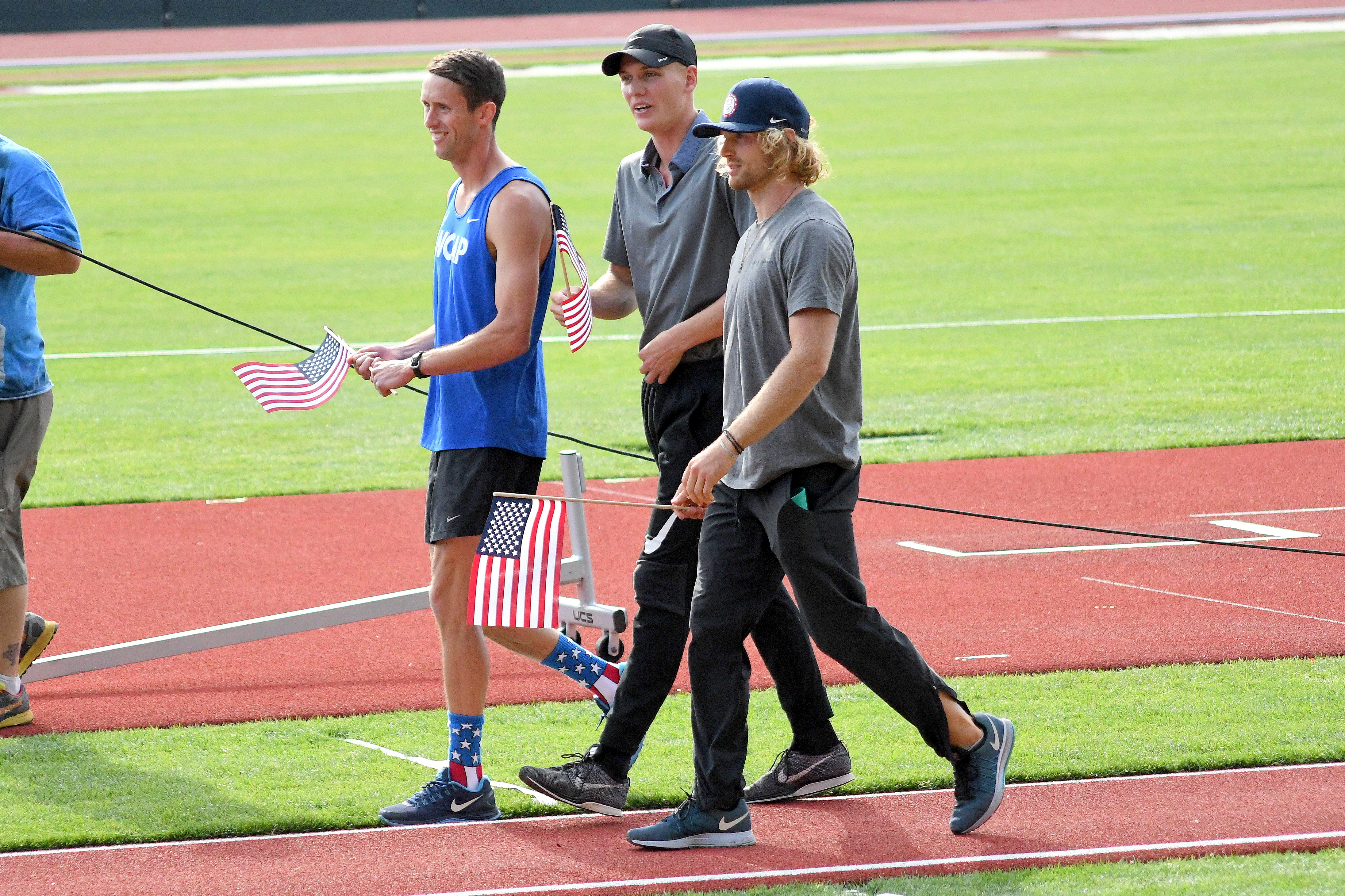
Logan Cunningham (rechts) – 5,30 m Cale Simmons (links) – 5,30 m
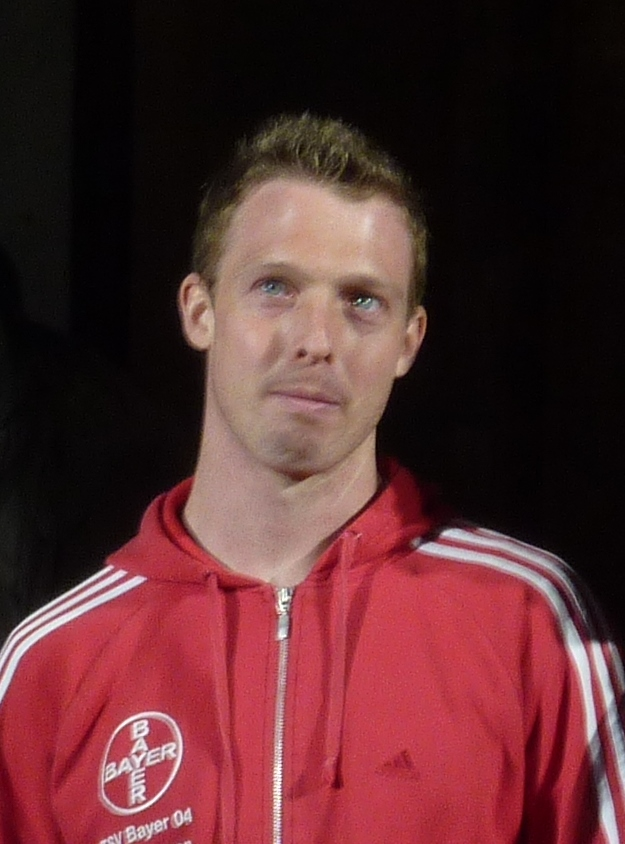
Karsten Dilla – 5,30 m

## Finale
15. August 2016, 21.40 Uhr
| Platz | Name                    | Nation              | 5,50 m | 5,65 m | 5,75 m | 5,85 m | 5,93 m | 5,98 m | 6,03 m | 6,08 m | Endresultat | Anmerkung |
| ----- | ----------------------- | ------------------- | ------ | ------ | ------ | ------ | ------ | ------ | ------ | ------ | ----------- | --------- |
| 1     | Thiago Braz da Silva    | Brasilien           | –      | o      | xo     | o      | xo     | –      | xo OR  | –      | 6,03 m      | OR        |
| 2     | Renaud Lavillenie       | Frankreich          | –      | –      | o      | o      | o      | o OR   | xx–    | x      | 5,98 m      |           |
| 3     | Sam Kendricks           | USA                 | o      | xo     | x–     | o      | xxx    |        |        |        | 5,85 m      |           |
| 4     | Jan Kudlička            | Tschechien          | o      | o      | o      | x–     | xx     |        |        |        | 5,75 m      |           |
| 4     | Piotr Lisek             | Polen               | o      | o      | o      | x–     | xx     |        |        |        | 5,75 m      |           |
| 6     | Xue Changrui            | Volksrepublik China | xxo    | xxo    | xx–    | x      |        |        |        |        | 5,65 m      |           |
| 7     | Michal Balner           | Tschechien          | o      | xxx    |        |        |        |        |        |        | 5,50 m      |           |
| 7     | Konstandinos Filippidis | Griechenland        | o      | xxx    |        |        |        |        |        |        | 5,50 m      |           |
| 7     | Daichi Sawano           | Japan               | o      | xxx    |        |        |        |        |        |        | 5,50 m      |           |
| 10    | Shawnacy Barber         | Kanada              | xo     | xxx    |        |        |        |        |        |        |             |           |
| 11    | Germán Chiaraviglio     | Argentinien         | xxo    | xxx    |        |        |        |        |        |        | 5,50 m      |           |
| NM    | Pauls Pujāts            | Lettland            | xxx    |        |        |        |        |        |        |        | ogV         |           |

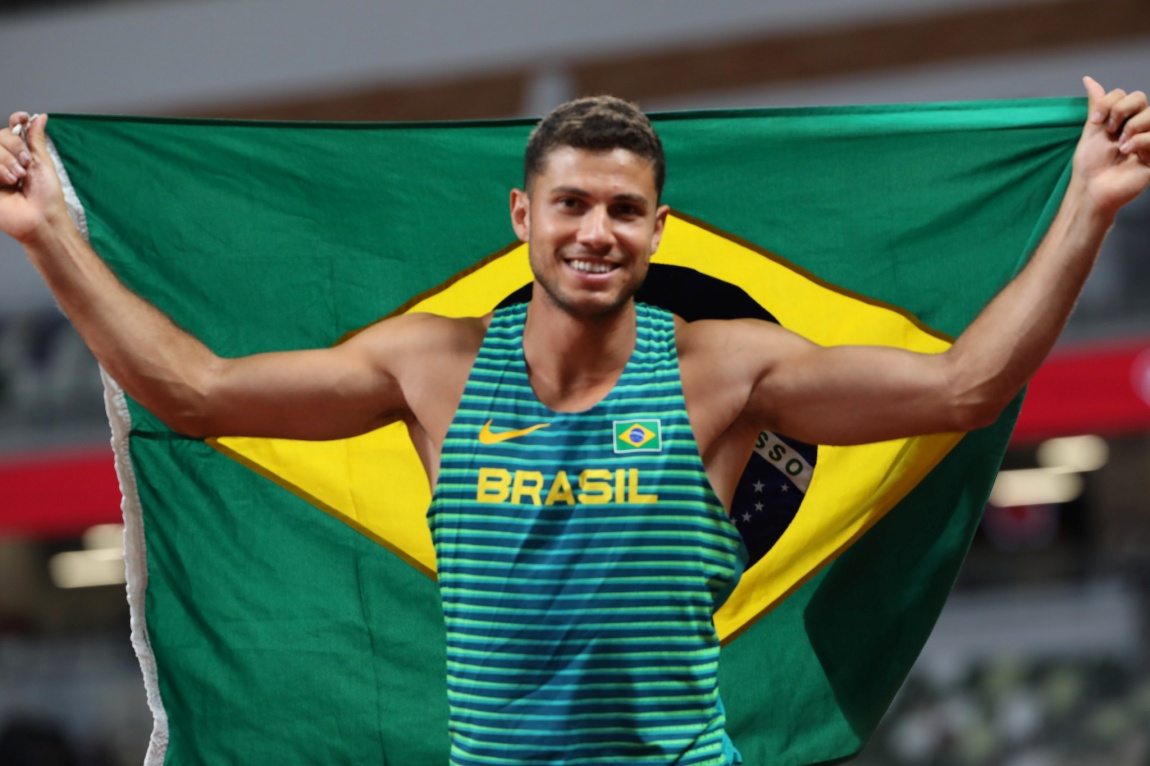
Ein Heimsieg für Thiago Braz da Silva

Für das Finale hatten sich zwölf Athleten qualifiziert, keiner von ihnen war die geforderte Qualifikationshöhe angegangen, nachdem sich abgezeichnet hatte, dass eine geringere Höhe für die Finalteilnahme ausreichen würde. Um die Medaillen kämpften zwei Tschechen sowie jeweils ein Athlet aus Argentinien, Brasilien, China, Frankreich, Griechenland, Japan, Kanada, Lettland, Polen und den USA.
Als Favorit galt in erster Linie der französische Olympiasieger von 2012 und Hallenweltrekordler Renaud Lavillenie. Seine schärfsten Konkurrenten waren der kanadische Weltmeister Shawnacy Barber, die Polen Paweł Wojciechowski (Vizeeuropameister von 2014 / WM-Dritter von 2015) und Piotr Lisek (ebenfalls WM-Dritter von 2015) sowie der US-Amerikaner Sam Kendricks. Der deutsche Weltmeister von 2013 und Vizeweltmeister von 2015 Raphael Holzdeppe war völlig außer Form bereits in der Qualifikation ausgeschieden. Auch Wojciechowski hatte das Finale überraschend nicht erreicht.
Im Finale schied der Lette Pauls Pujāts als Erster aus, da er die Anfangshöhe von 5,50 m nicht schaffte. Fünf Athleten scheiterten an der nächsten Höhe von 5,65 m: Barber, der griechische Hallenweltmeister von 2014 Konstantinos Filippidis, der argentinische Südamerika-Meister Germán Chiaraviglio, der Tscheche Michal Balner und der Japaner Daichi Sawano.
Bei 5,75 m stieg Lavillenie in den Wettbewerb ein und übersprang die Höhe im ersten Versuch. Das gelang auch Lisek und dem Tschechen Jan Kudlička. Kendricks hatte einen Fehlsprung und nahm die zwei verbliebenen Versuche mit in die nächste Höhe. Genauso verfuhr der Chinese Xue Changrui, dem allerdings nur noch ein Sprung verblieb. Der Brasilianer Thiago Braz da Silva meisterte die Höhe im zweiten Versuch.
Changrui schied bei der folgenden Höhe von 5,85 m aus, während Kudlička und Lisek nach einem Fehlversuch ihre verbleibenden Sprünge aufsparten. Kendricks, da Silva und Lavillenie waren hier jeweils mit ihrem ersten Sprung erfolgreich.
Lavillenie überquerte auch die nun folgenden 5,93 m im ersten Versuch und lag damit in Führung. Da Silva brauchte zwei Sprünge. Da Kudlička und Lisek bei ihren zwei übrig gebliebenen Versuchen scheiterten und auch Kendricks hier dreimal riss, hatte da Silva die Silbermedaille bereits sicher. Jan Kudlička und Piotr Lisek belegten damit gemeinsam den geteilten vierten Platz. Sam Kendricks rangierte mit übersprungenen 5,85 m auf Platz drei und war Gewinner der Bronzemedaille.
Das Duell um Gold wurde von Lavillenie mit einem erfolgreichen ersten Versuch über 5,98 m eröffnet, damit hatte er seinen eigenen olympischen Rekord von 2012 um einen Zentimeter überboten. Da Silva ließ diese Höhe aus. Anschließend wurden 6,03 m aufgelegt. Lavillenie, der zuerst sprang, riss zweimal, da Silva war mit seinem zweiten Versuch erfolgreich. Renaud Lavillenie sparte daraufhin seinen letzten verbleibenden Versuch für 6,08 m auf. Er scheiterte und hatte Silber gewonnen. Da Silva verzichtete auf seine Versuche, er war Olympiasieger und hatte als erster Stabhochspringer bei einem olympischen Wettbewerb die 6-Meter-Marke übertroffen.
Thiago Braz da Silva war der erste brasilianische Olympiasieger im Stabhochsprung. Zugleich gewann er die erste Goldmedaille für sein Land in der Leichtathletik seit 32 Jahren.

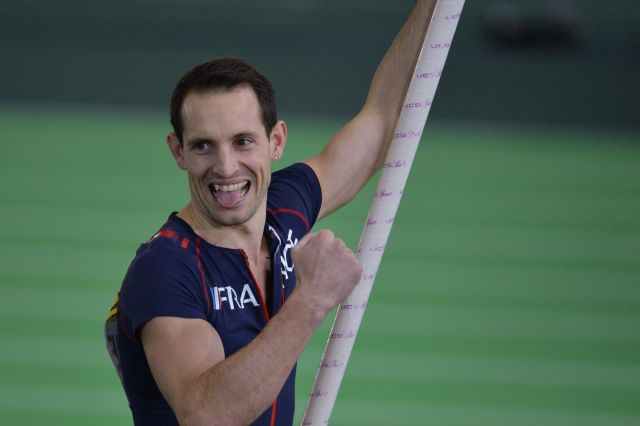
Gewinner der Silbermedaille: Renaud Lavillenie, Frankreich
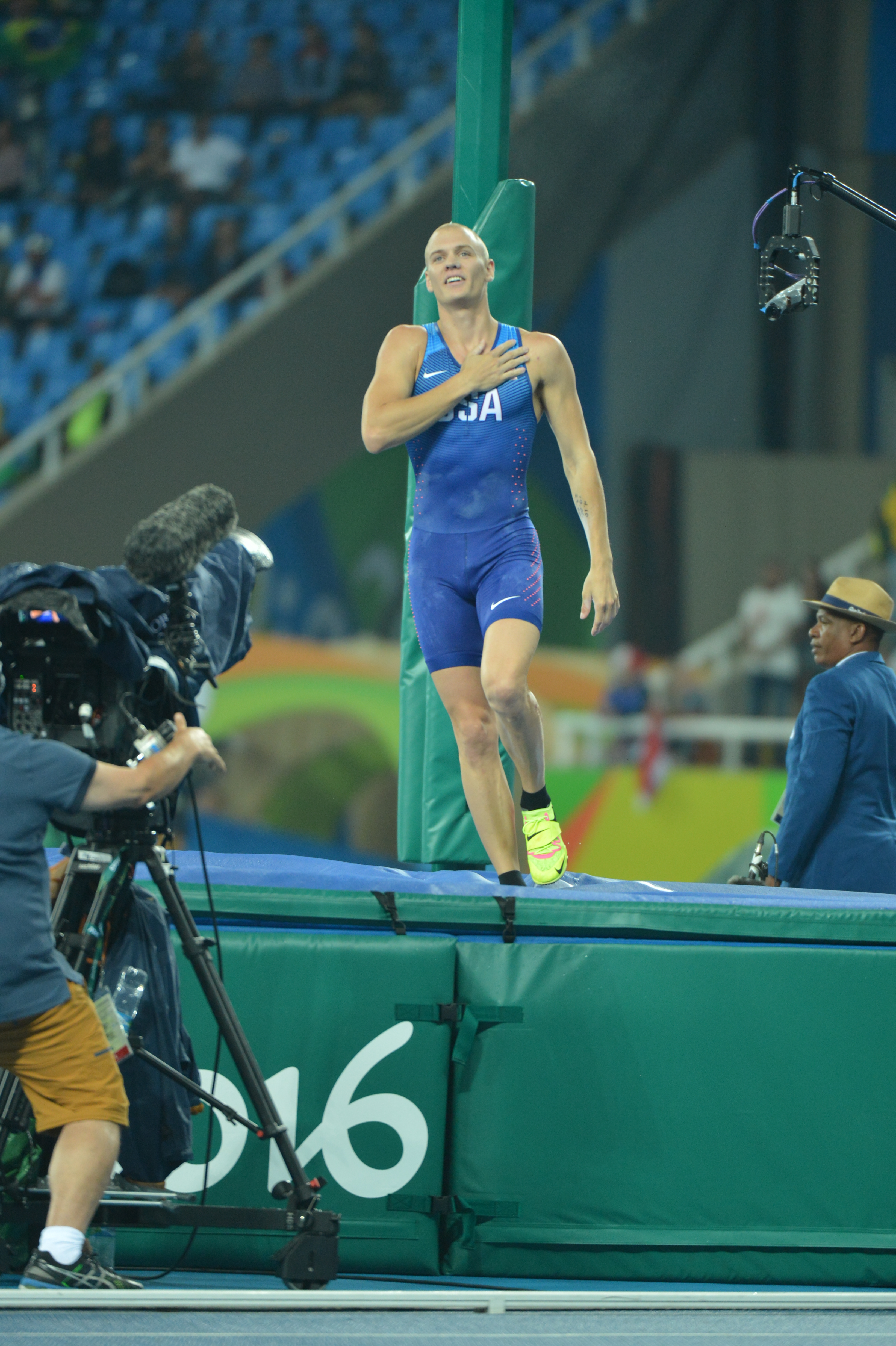
Gewinner der Bronzemedaille: Sam Kendricks, USA
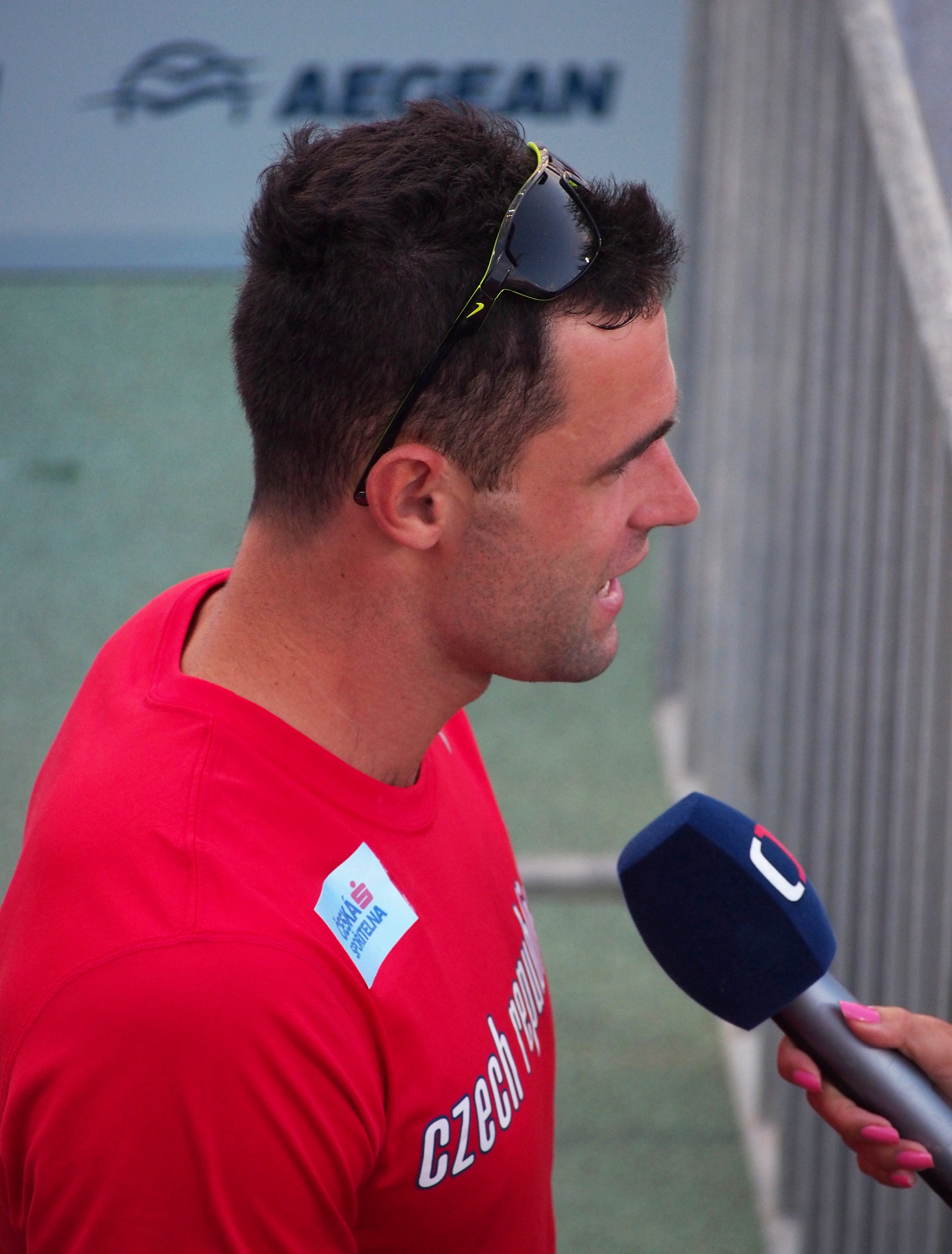
Jan Kudlička belegte den geteilten vierten Platz
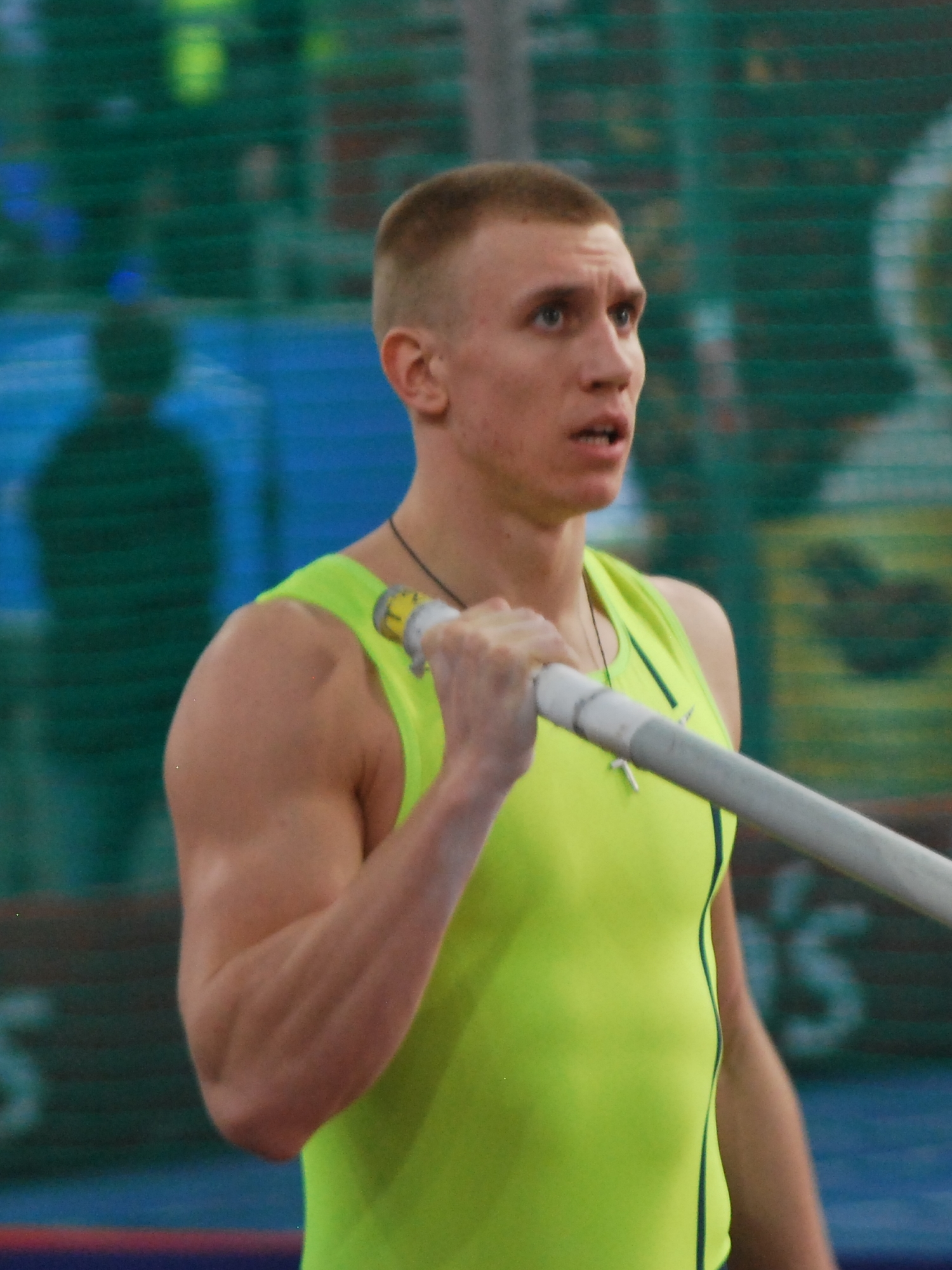
Piotr Lisek wurde ebenfalls Vierter
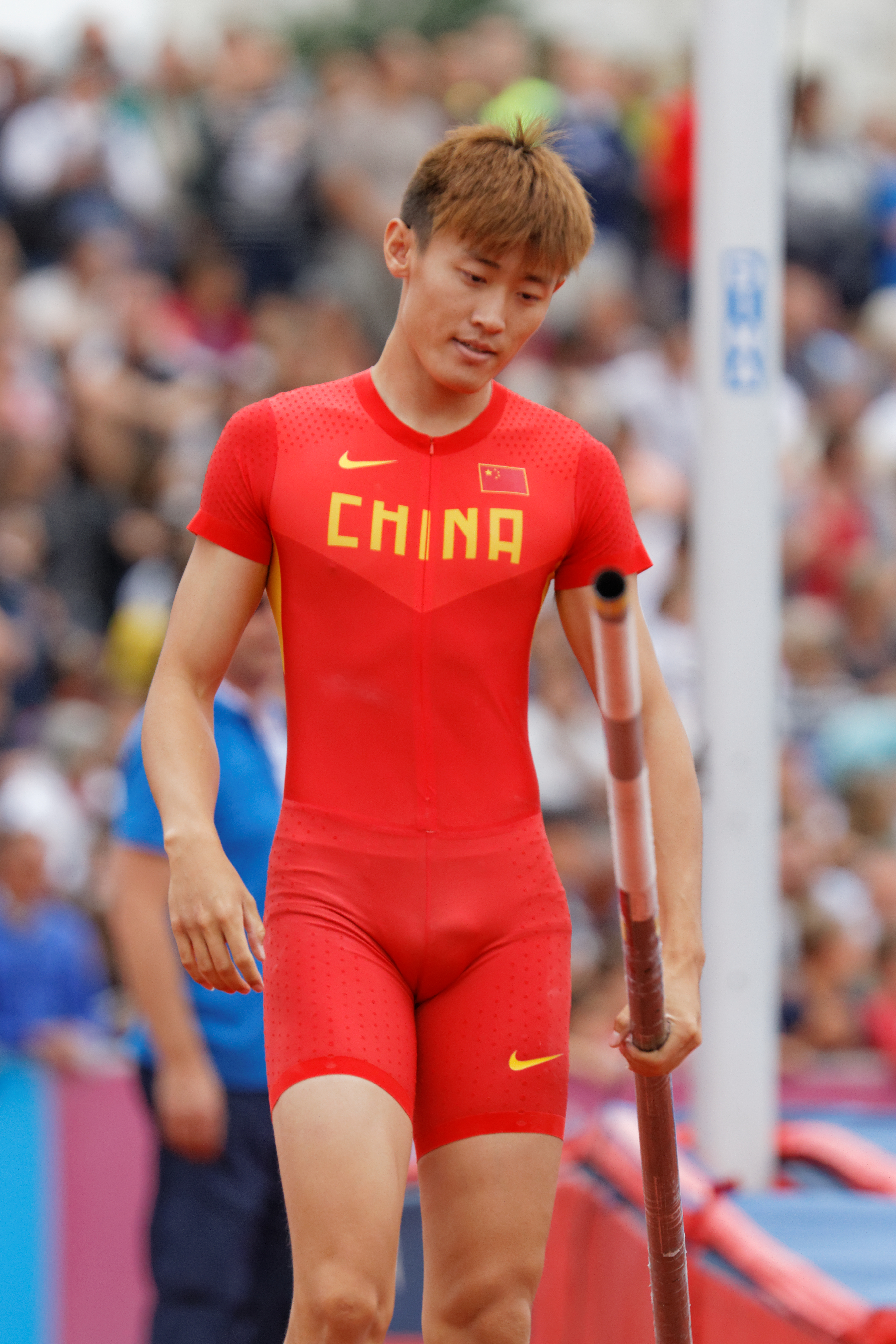
Xue Changrui – Olympiasechster

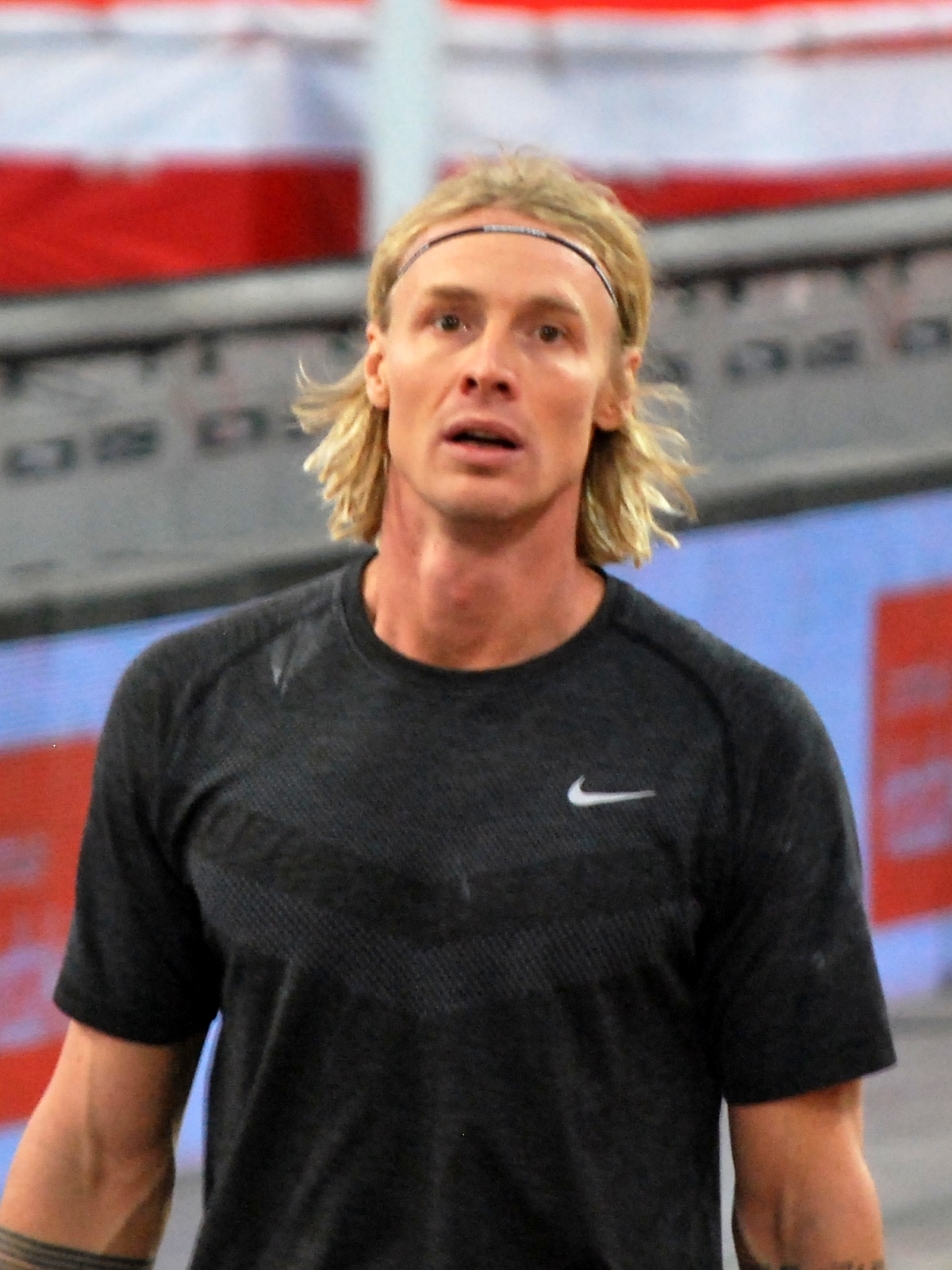
Geteilter siebter Rang für Michal Balner
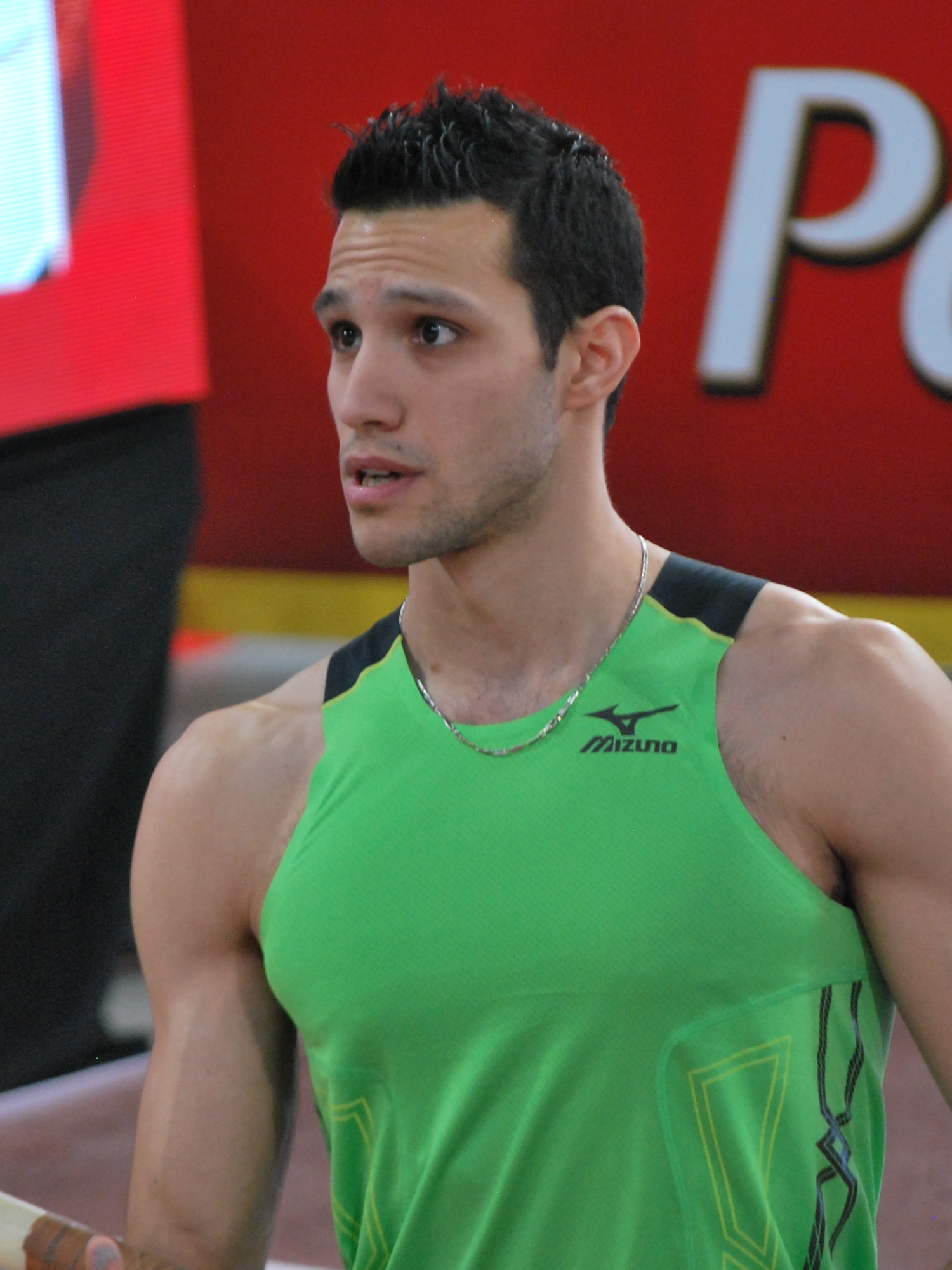
Konstantinos Filippidis wurde ebenfalls Siebter
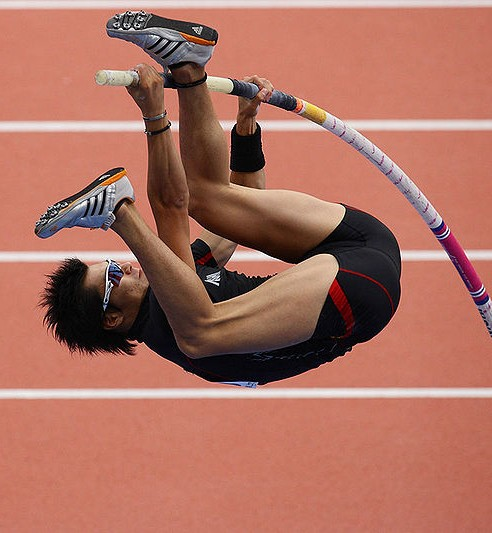
Daichi Sawano kam auf den geteilten Platz sieben
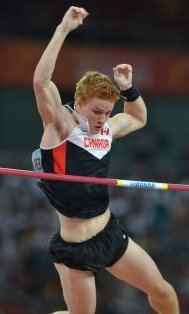
Weltmeister Shawnacy Barber musste sich mit Rang zehn begnügen
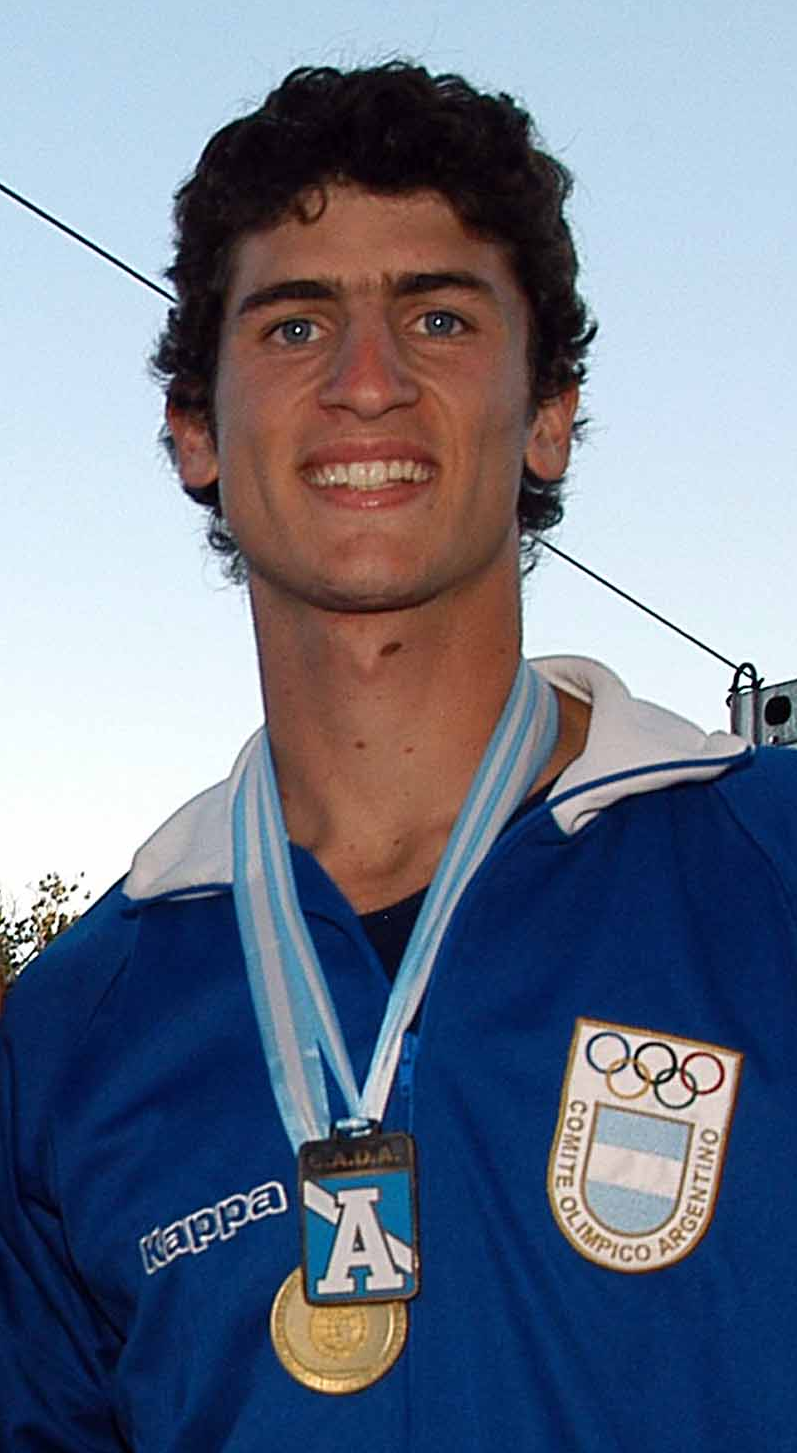
Germán Chiaraviglio – Platz elf

## Video
- Rio Replay: Men's Pole Vault Final, youtube.com, abgerufen am 2. Mai 2022